# 康健
康健（1956年—），汉族，中华人民共和国政治人物、第十一届全国政协委员。
加入中国民主建国会，担任民建中央委员、海南省委副主委、海虹企业（控股）股份有限公司总裁。2008年，当选第十一届全国政协委员，代表经济界，分入第三十五组。